# GAZ-14 Czajka

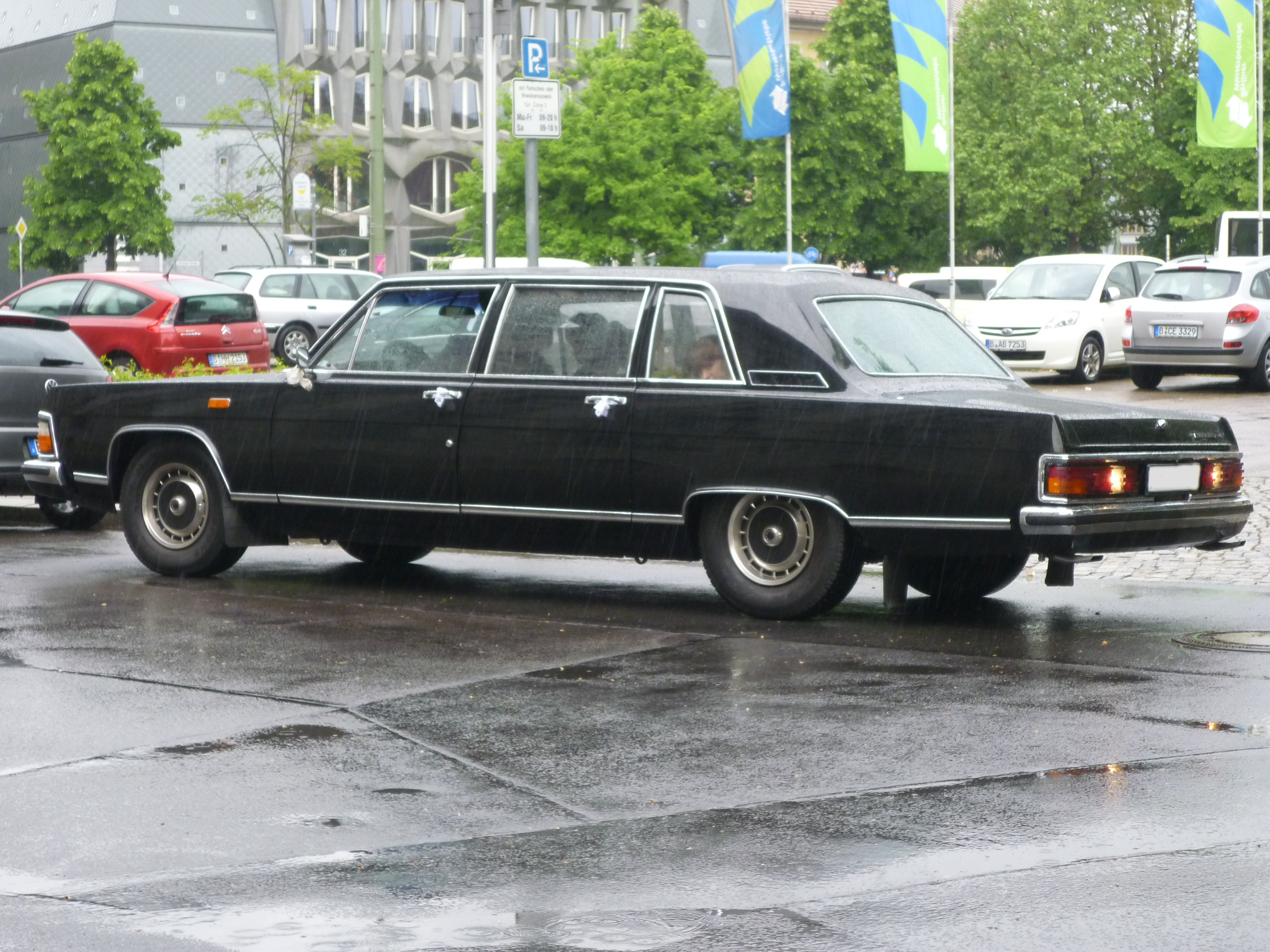
GAZ-14 z boku

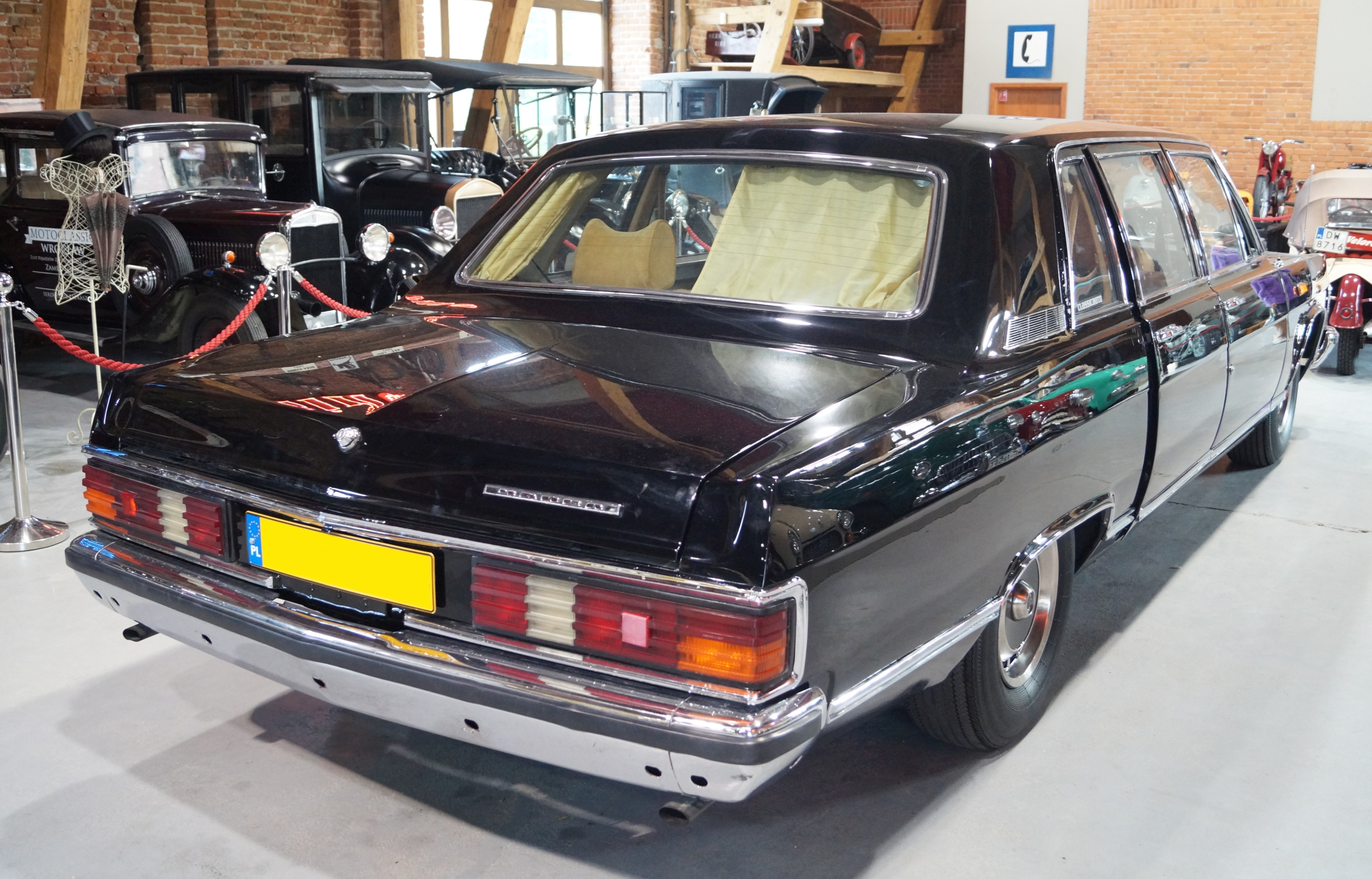
GAZ-14 od tyłu

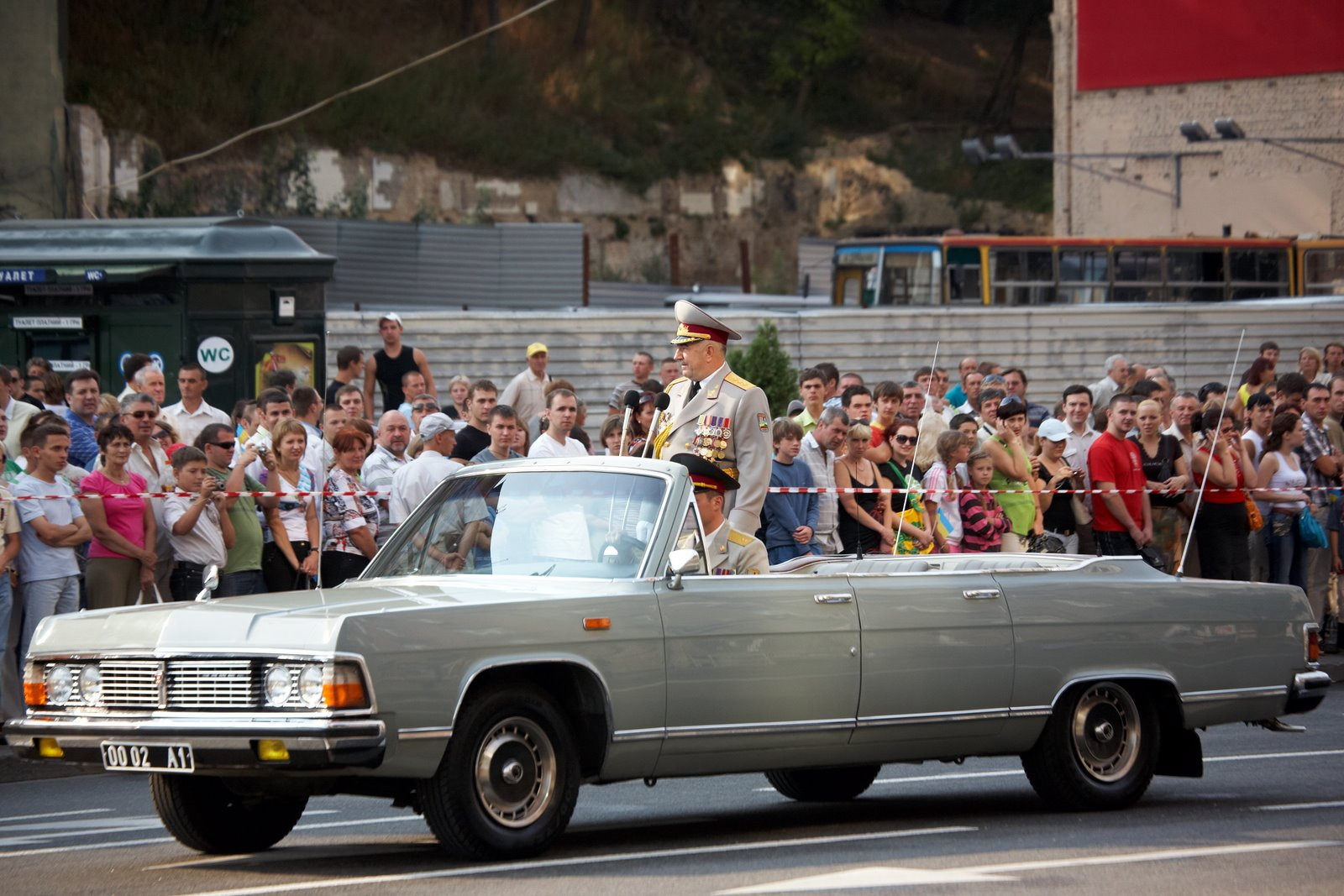
GAZ-14-05

GAZ-14 Czajka, ros. ГАЗ-14 Чайка (pol. mewa) – luksusowa radziecka limuzyna, produkowana wyłącznie dla wysokich urzędników państwowych w zakładach GAZ w latach 1977-1988.

## Historia powstania i produkcja
GAZ-14 był następcą pierwszego modelu Czajki, GAZ-13, będącej luksusowym samochodem służbowym dla funkcjonariuszy państwowych lub działaczy partyjnych wyższego szczebla w ZSRR oraz w państwach tzw. demokracji ludowej. Prace nad nowym modelem prowadzono od połowy lat 60., konstruktorami wiodącymi byli N. Juszmanow i Władimir Nosakow. Oprócz unowocześnienia wyglądu, zwiększeniu miały ulec wygoda i bezpieczeństwo pasażerów. Początkowo rozważano głęboką modernizację starego modelu, przy zachowaniu jego rozstawu osi. Pierwsza seria prototypów z 1967 roku miała nadwozia projektu Lwa Jeriemiejewa. Samochód jednak nie został uznany za udany. W kolejnej serii zwiększono rozstaw osi o 20 cm, a konkurs na projekt nadwozia wygrał młody projektant Stanisław Wołkow. Swobodę projektantów ograniczała narzucona wysokość maski silnika 1 metr, wymuszająca niższe mocowanie silnika. W 1969 r. projekt został zaakceptowany przez komisję makietową. Próby prototypów, prowadzone m.in. na drogach Krymu i Kaukazu, doprowadziły do dalszych zmian. Latem 1973 trzecia seria prototypów przeszła badania państwowe i została zaakceptowana do produkcji (oceniano, że ostatni z ośmiu prototypów bardziej odróżniał się od pierwszego, niż pierwszy od GAZ-13).
Produkcję samochodu uruchomiono dopiero w 1977 roku, produkując około 100 rocznie. Do 1981 roku była przy tym także produkowana stara Czajka GAZ-13. Cechą charakterystyczną systemu radzieckiego było, że luksusowe samochody, jak Czajka, były dostępne wyłącznie jako samochody służbowe dla funkcjonariuszy państwowych lub działaczy partyjnych, a przydział odpowiedniego samochodu zależał od rangi użytkownika, zgodnie z "tabelą rang". W związku z tym, że nowy samochód był większy i bardziej prestiżowy, przysługiwał on tylko części dotychczasowych użytkowników Czajek, stojących wyżej w komunistycznej lub państwowej nomenklaturze, a część musiała "przesiąść się" na mniej prestiżowe Wołgi GAZ-24 (powtórzyła się przy tym podobna sytuacja, jak po zastąpieniu GAZ-12 ZIM przez większe GAZ-13). Sytuację poprawił import „pośredniej” Tatry 613, a następnie wprowadzenie nowej Wołgi GAZ-3102. Produkcję GAZ-14 zakończono w 1988 roku w związku z pieriestrojką – reformami politycznymi wprowadzanymi przez nowego sekretarza generalnego partii komunistycznej Michaiła Gorbaczowa, dążącego m.in. do ograniczania przywilejów ludzi władzy. Łącznie zbudowano ich 1114, a ostatni – 24 grudnia 1988. 
Oprócz limuzyn, wyprodukowano w niewielkiej liczbie kabriolet GAZ-14-05 przeznaczony do odbierania defilad wojskowych (z pulpitem z mikrofonami zamiast rozkładanych siedzeń). Cztery samochody przebudowano w zakładach RAF w Rydze na karetki pogotowia, z nadwoziem kombi i podniesionym dachem, z tego dwa przeznaczono dla przywódcy Kuby Fidela Castro, a dwa dla rządowej służby zdrowia ZSRR.

## Opis
GAZ-14 miał półsamonośne nadwozie oparte na ramie w formie X, zmodyfikowanej w stosunku do GAZ-13. Zawieszenie było takiego samego typu, jak w GAZ-13, ale zostało ulepszone. Z przodu było zawieszenie niezależne, na sprężynach, z tyłu - zależne, na resorach podłużnych. Silnik w układzie V8 nie był nowo opracowany, lecz zmodernizowany, m.in. zastosowano dwa gaźniki i zmieniono kolektor dolotowy i wylotowy. Moc silnika wzrosła ze 195 do 220 KM. Mimo większej o pół tony masy, samochód był szybszy (175 zamiast 160 km/h) i bardziej dynamiczny (rozpędzanie do 100 km/h w 15 zamiast 20 sekund), także dzięki lepszej aerodynamice. Ulepszono także hydromechaniczny układ przeniesienia napędu z trzystopniową automatyczną skrzynią biegów, w której przełożenia zmieniano już dźwignią, a nie przyciskami.
Samochód był teoretycznie siedmiomiejscowy - między przednimi fotelami kierowcy i pasażera a tylną kanapą były dwa rozkładane siedzenia, lecz w praktyce wyprofilowanie tylnej komfortowej kanapy pozwalało na wygodną jazdę na niej tylko dla dwóch osób (ogółem sześciu). Samochód miał efektywny podwójny system ogrzewania oraz układ klimatyzacji (produkcji japońskiej), mieszczący się w bagażniku i obsługiwany przez pasażerów tylnej kanapy. Również z tylnej kanapy obsługiwane było radio i magnetofon. Szyby w drzwiach i antena podnoszone były elektrycznie, również elektrycznie były regulowane siedzenia. W celu zapewnienia pracy wszystkich systemów, GAZ-14 został wyposażony w drugi akumulator. Samochód posiadał bezwładnościowe pasy bezpieczeństwa. Siedzenia i obicie wnętrza było z ochrowo-beżowego lub szaro-zielonego weluru. Standardowo nie było przegrody między przednimi siedzeniami a resztą salonu, lecz mogła być montowana. Po raz pierwszy w ZSRR wprowadzono spryskiwacze reflektorów oraz zarówno przednie i tylne światła przeciwmgielne.

## Dane techniczne

### Silnik
- V8 5,5 l (5529 cm³), 2 zawory na cylinder, OHV
- Średnica cylindra × skok tłoka: 100,00 mm × 88,00 mm
- Stopień sprężania: 8,5:1
- Moc maksymalna: 220 KM (162 kW) przy 4200 obr./min
- Maksymalny moment obrotowy: 451 N•m przy 2700 obr./min

### Osiągi
- Przyspieszenie 0-100 km/h: 15,0 s
- Prędkość maksymalna: 175 km/h
- Spalanie (90 km/h / 120 km/h / miasto) w l/100 km: 17,5 / 20,0 / 29,0

### Inne
- Przełożenie główne: 3,58:1
- Przełożenia biegów (I / II / III / wsteczny): 2,64:1 / 1,58:1 / 1:1 / 2:1
- Współczynnik przekładni hydrokinetycznej: 2,35:1
- Promień skrętu: 8,2 m
- Rozstaw kół tył / przód: 1580 / 1580 mm
- Prześwit: 180 mm
- Opony: 9,35 x 15

## Galeria

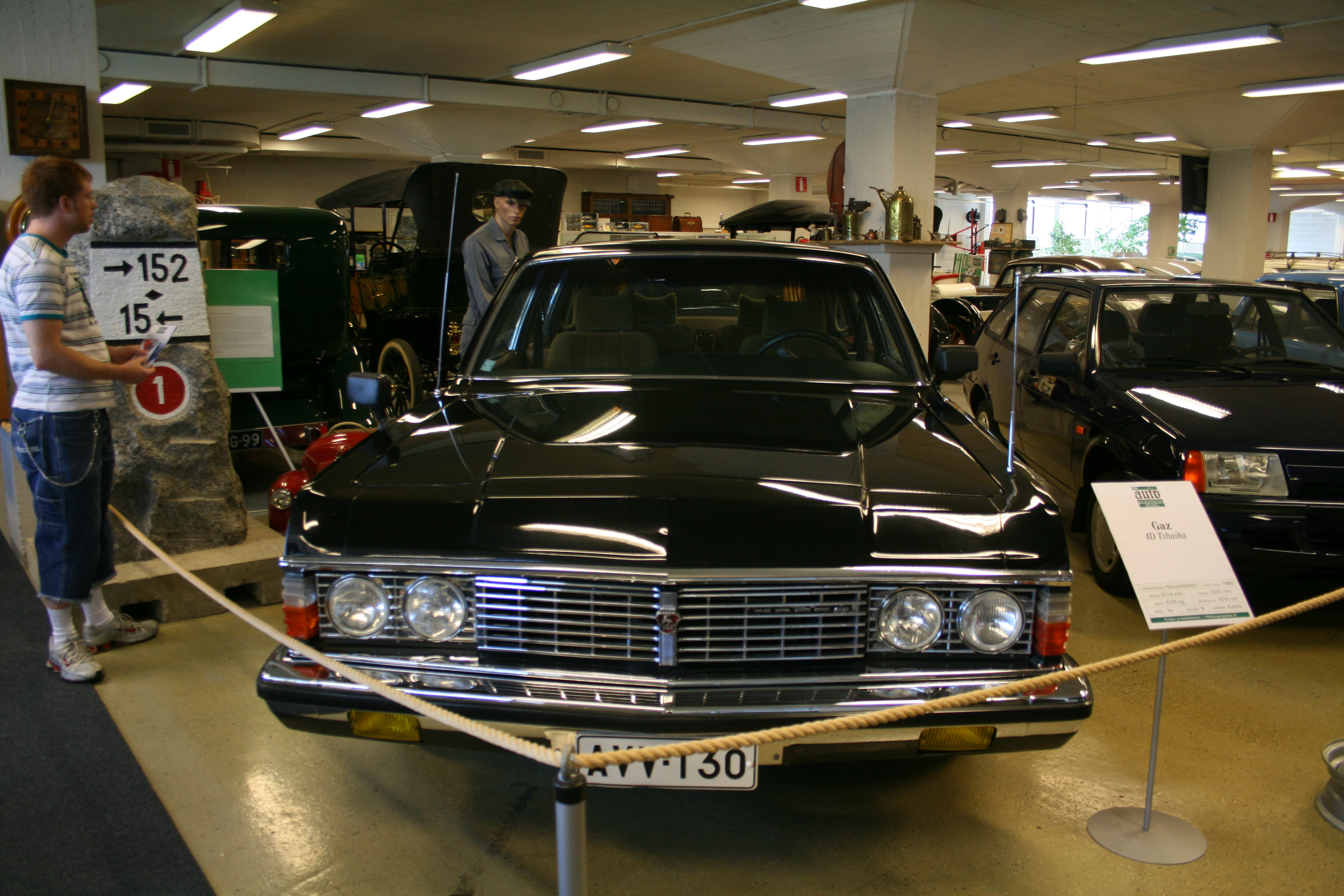
Widok z przodu
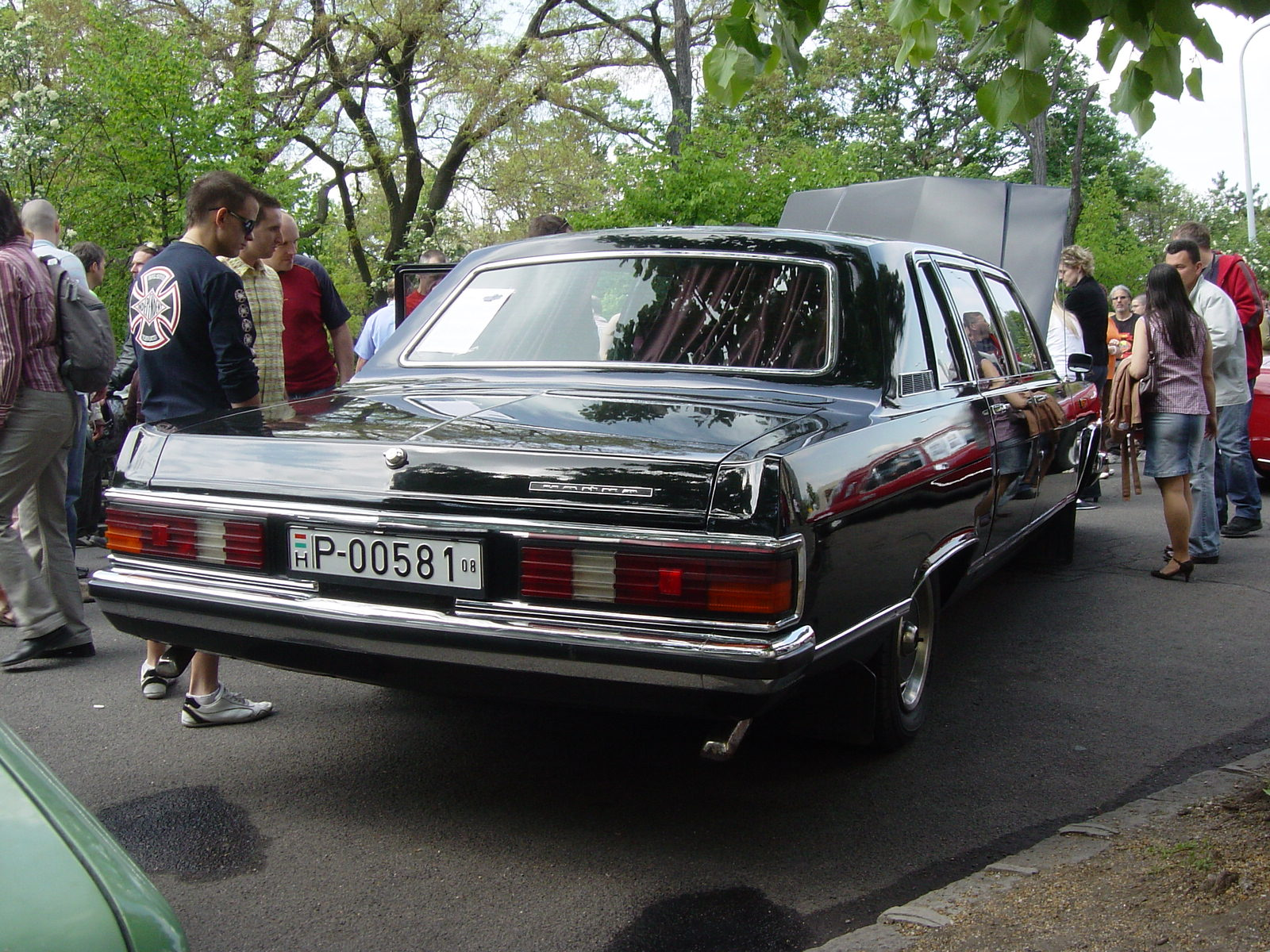
Tył nadwozia
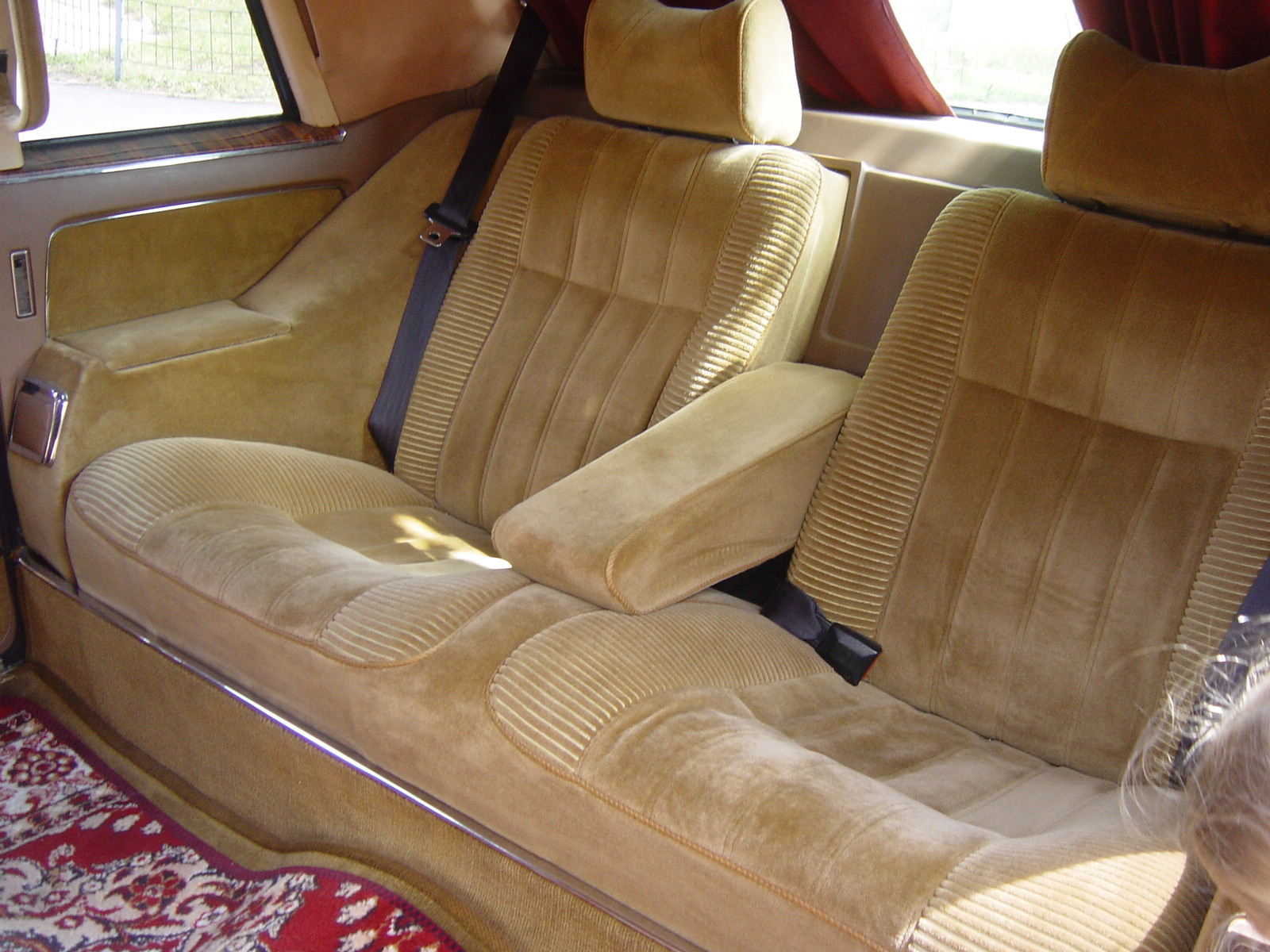
Ostatni rząd siedzeń
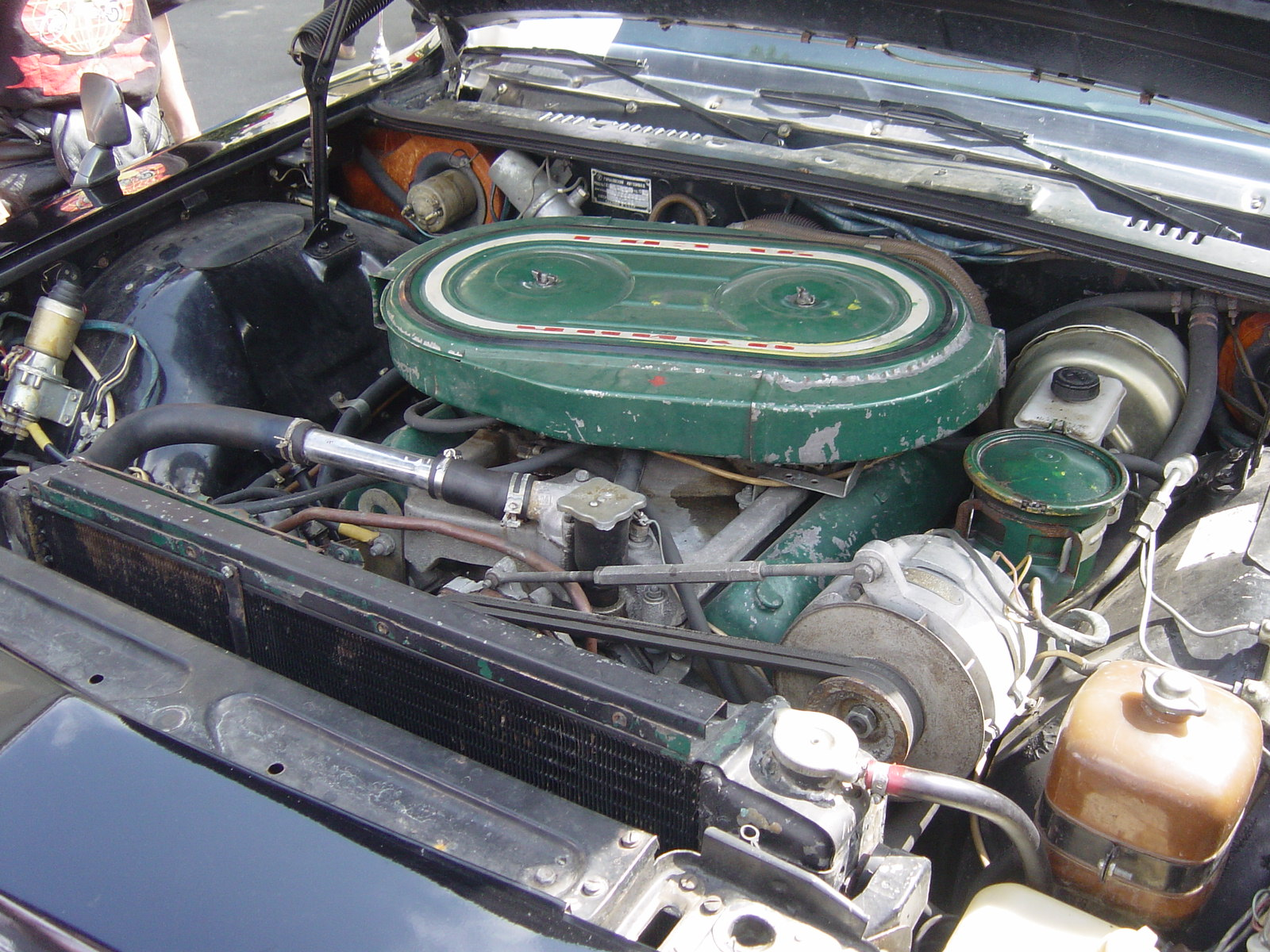
Jednostka napędowa
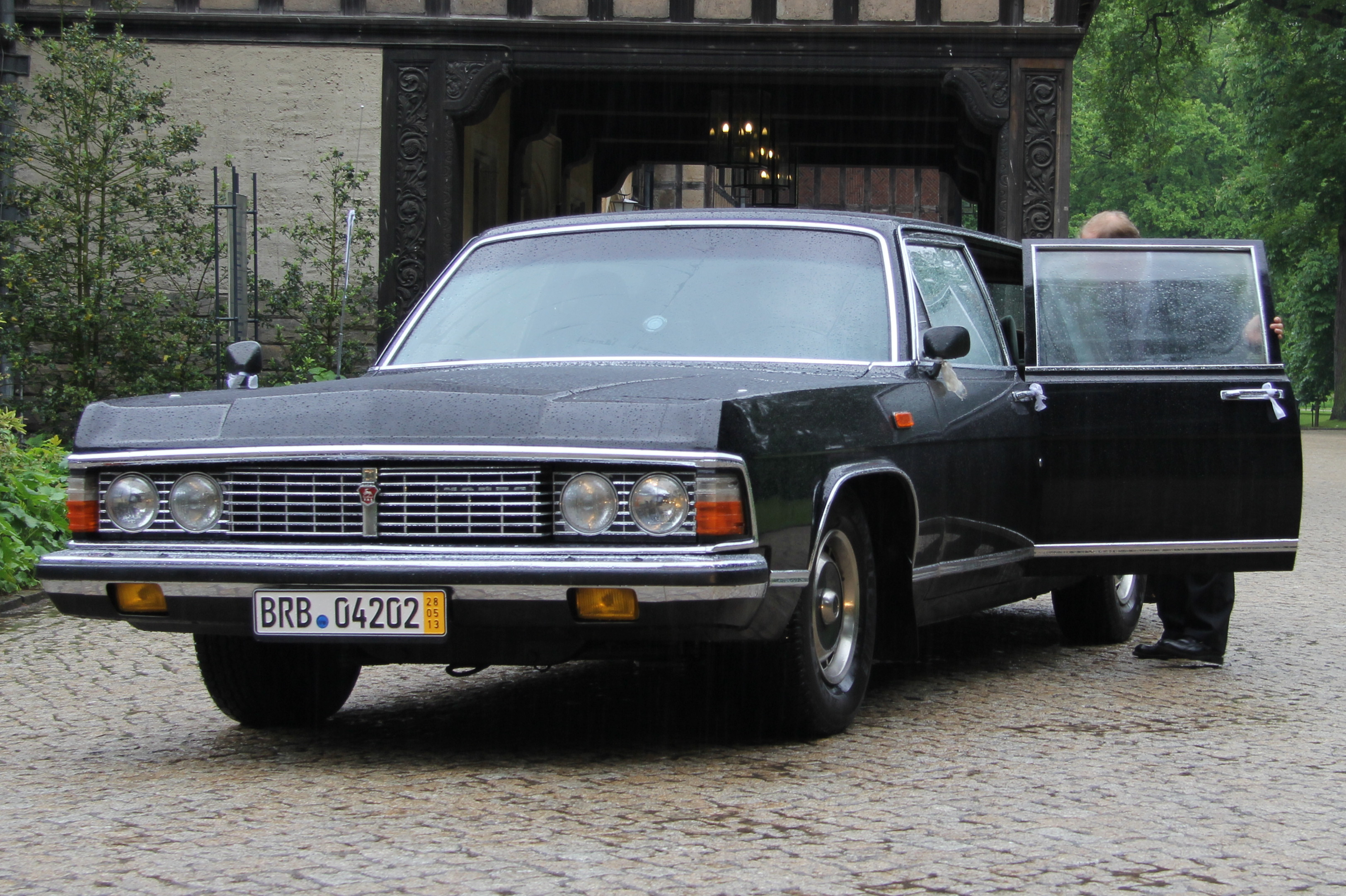